# Saint Seiya: Saishū seisen no senshi tachi
Saint Seiya: Saishū seisen no senshi tachi (聖闘士星矢 最終聖戦の戦士たち?  lit. "Seiya El Santo: Guerreros De La Última Guerra Sagrada") es la cuarta película basada en la serie de manga y anime Saint Seiya. Es conocida en España como El guerrero de Armageddón y en México como Los Caballeros del Zodiaco contra Lucifer. Como el resto de las películas, muestra una historia alternativa a la cronología de la serie; no obstante, toma como inspiración ciertos elementos de la saga de El Hades y del poema narrativo de John Milton, El paraíso perdido.

## Resumen
Despertado por los espíritus de Eris, Febo Abel y Poseidón, y derrotando a los Santos de Oro, Lucifer regresa a la Tierra, acompañado de sus cuatro ángeles infernales, con el objetivo de vengarse de Atenea, destruir a la humanidad y proclamarse soberano absoluto del universo. Para evitarlo, Saori Kido decide sacrificar su vida en el Pandemonium, residencia de Lucifer, mientras que Seiya y los Santos de Bronce lucharán para salvarla.

## Argumento
El lucero del alba se perfila en el cielo matutino mientras cuatro destellos se desprenden de él y caen sobre el Santuario de Atenea, al tiempo que los Santos de Oro sobrevivientes de la batalla de las doce casas sienten un «cosmo» amenazador. Los cuatro destellos se tornan en fantasmas y atacan certeramente a Mu de Aries, dejándolo malherido. Acto seguido, recorren a toda velocidad las casas restantes, derrotando en el camino a Aldebarán de Tauro, Aioria de Leo, Shaka de Virgo y Milo de Escorpio. Finalmente, las sombras llegan al Templo de Atenea y se arrodillan frente a un haz de luz, del cual aparece el Ángel Caído Lucifer, quien sostiene un diálogo con la Estatua de Atenea, extraído del capítulo 14, versículos 12 al 14, del Libro de Isaías en la Biblia. La Estatua de Atenea llora y Lucifer la decapita con un solo dedo y enseguida, levanta de las profundidades su residencia principal, el tenebroso Pandemonium, al norte del Santuario de Atenea. Mientras tanto, una serie de maremotos, erupciones volcánicas y una densa neblina azotan a la Tierra con innumerables víctimas.

La película hace mención de las batallas llevadas a cabo por dioses y seres de diversas religiones en contra de Lucifer, entre ellos el Arcángel Miguel. En la pintura, de Rafael Sanzio, se le muestra derrotando a Satanás.

Más tarde, sin sus Armaduras de Bronce, Seiya, Hyōga y Shun llegan a las afueras del Templo de Atenea, donde Saori Kido se encuentra llorando al ver decapitada la estatua de la diosa. Al preguntarse quienes fueron los responsables de ese sacrilegio y de la derrota de los Santos de Oro, reaparece Lucifer con sus cuatro «ángeles infernales». Hyōga explica a sus amigos que Lucifer, conocido como Satanás, fue un ángel de gran belleza y sabiduría que, tras rebelarse contra Dios, fue arrojado al Infierno, siendo derrotado además por el arcángel Miguel, por la diosa Atenea y por Marishi-Ten en China. Lucifer agrega que ha regresado del Infierno después que Atenea lo enviara allí y les manifiesta a los presentes que logró despertar gracias a la ayuda del «cosmo» de Febo Abel, Poseidón y Eris, quienes terminaron también en el Infierno, después de ser derrotados por los santos. Ahora, a través del «cosmo» de Lucifer, los tres dioses pueden causar desastres en el mundo y así entregar el dominio de la Tierra y del universo al Ángel Caído, quien le revela a Saori que la única manera de evitar el descontrol causado por ellos es que sacrifique su sangre, la de Atenea, para aplacar su sed de venganza. Los tres Santos de Bronce se enfurecen ante los dichos de Lucifer y reaccionan, sin embargo, los cuatro ángeles infernales los atacan rápidamente, dejándolos gravemente heridos. Finalmente, Lucifer reitera a Saori la invitación de sacrificarse en el Pandemonium y se retira con sus ángeles.
Posteriormente, Shiryū acude donde sus amigos, que se encuentran hospitalizados, y deducen que Saori fue al Pandemonium para sacrificarse, por lo que resuelven ir en su rescate. Efectivamente la diosa ha acudido allá con su báculo y, en la entrada, reafirma su intención de ofrecer su vida, siempre que los tres dioses no continúen con la destrucción de la Tierra. Lucifer afirma que los tres dioses pueden desobedecerle, pero exhorta a Atenea a llegar rumbo su trono: así, la diosa inicia el sacrificio caminando bajo los tormentos de espíritus malignos.
En tanto, ya recuperados Seiya, Hyōga y Shun, junto con Shiryū y con sus Armaduras de Bronce puestas, se dirigen al Pandemonium para derrotar a Lucifer. Sin embargo, dos de los ángeles infernales aparecen y les interrumpen el camino: son el Ángel del Fuego, Beelzebub de Serafín, y el Ángel de la Sabiduría, Astaroth de Querubín. Para que los demás sigan su camino, Shiryū se propone a pelear contra los dos ángeles, logrando retenerlos con cierto éxito. Tras avanzar, los Santos de Bronce logran apartarse de un derrumbe de columnas de la cual surge un capullo: de este brota repentinamente el enmascarado Eligor de Virtud, ángel de la fuerza, conocido también como el «Mantis de Oro». Shun se queda a pelear con él, mientras que Hyōga, tras observar la aparición de su adversario en medio de mariposas, lo ataca con su Aurora Thunder Attack. Seiya, en tanto, sigue su camino para encontrar a Atenea, quien sufre el agotador camino rumbo al Templo de Lucifer.
Por otro lado, Astaroth, autodenominado como el «Rey de las Serpientes Blancas Bicéfalas», logra herir a Shiryū con su técnica Killer Fanged Cobra, pero éste reacciona y destruye al ángel con su Rozan Shō Ryū Ha. No obstante, Beelzebub aprovecha el momento y con su Garuda Hell Wing acaba aparentemente con la vida de Shiryū, para luego escapar en un caballo fantasmagórico. Mientras tanto, el rival de Hyōga logra deshacerse del hielo que lo cubre y se presenta como Moa de Trono, el Ángel de la Reverencia, apodado como el «Cazador de Espíritus» gracias a su técnica. En cuanto a Shun, pese a esquivar los puños de Mantis de Eligor y atraparlo con el Spider Net de su cadena, el ángel aplica su Seima Tōrō Ken para destruirla, haciendo lo mismo con la Armadura de Bronce de Andrómeda. Moa, en tanto, invoca su Demon Fantasia para llevar a Hyōga a un idílico paraje en el que encuentra a su difunta madre, Natassia, la que lo empieza a atacar reiteradamente. El ángel le explica al Santo de Cisne que lo manifestado es más que una ilusión, y que si llega a destruirla, lo haría también con el recuerdo más importante del corazón de Hyōga: su madre. Con las campanadas del Ángelus la técnica de Moa llega a su clímax, pero Hyōga no titubea esta vez y repitiendo su Aurora Thunder Attack, logra destruir la ilusión y a Moa, pero cae exhausto.
Mientras tanto, Shun está a punto de morir por el Seima Tōrō Ken de Eligor, pero Ikki llega a tiempo y salva a su hermano menor. El Santo de Bronce solitario emplea su Phoenix Hō Gen Ma Ken, haciéndole creer al ángel que le ha cortado su cabeza con su puño afilado. No obstante, de la aparente cabeza cortada de Ikki, surge de su boca una plaga de mantis que se arrojan encima de Eligor y lo aniquilan. Tras la lucha, el Santo de Fénix abandona a su hermano Shun, exigiéndole levantarse por sí solo y prosigue su camino rumbo al Templo de Lucifer.
Seiya, por otro lado, llega al Templo de Lucifer y llama la atención de Saori, quien avanzaba en las escaleras; Sin embargo, Beelzebub aparece y ataca al joven. En ese momento, el trayecto de la diosa se torna más tortuoso: el final del camino aparece cubierto de tallos movedizos de espinas, las cuales empiezan a herir a Saori, quien no duda en retomar el sacrificio. No obstante, en su trono, Lucifer le confiesa que en realidad la sangre de Atenea, absorbida por la espinas, será enviada al Infierno para darle carne y huesos nuevamente a Eris, Abel y Poseidón, mientras que él aumentará su poder al máximo y así convertirse en amo del universo. Pese a esa adversa situación, Atenea sigue adelante. En tanto, Seiya sigue siendo atacado por el Garuda Hell Wing de Beelzebub, mientras que Ikki, al llegar y tratar de ayudarlo, es atrapado por las espinas y derrotado de un golpe por Lucifer. Poco a poco llegan los Santos de Bronce para animar a Seiya: primero Hyōga y Shun, y luego Shiryū, quien reaparece para acabar su batalla con Beelzebub, atacándolo con su Rozan Shō Ryū Ha. Lucifer se siente victorioso, pero Atenea despierta su «cosmo» y lo ataca con el poder de su báculo, pero Lucifer repele el impacto y la agrede, lastimando aún más a Atenea: el Ángel Caído ordena a Poseidón, Eris y Abel que destruyan la Tierra, ante lo cual, los tres dioses muestran su poder al máximo, llegando a oscurecer el Sol. Seiya, en tanto, no se da por vencido y con la ayuda de sus cuatro amigos, quienes le brindan su «cosmo», despierta el Séptimo Sentido: la Armadura de Oro de Sagitario aparece para investir y proteger al joven. Beelzebub, pese a todo, intenta atacar a Seiya con sus alas, pero él contraataca con su Pegasus Sui Sei Ken, desintegrando al último ángel infernal. Seiya aterriza y se prepara para disparar la Flecha de Oro de Sagitario a Lucifer con el Arco de Sagitario, pero observa que se ha llevado a Saori y la está usando como escudo para protegerse. Saori implora a Seiya que dispare la Flecha de Sagitario para impedir la resurrección definitiva de Abel, Poseidón y Eris, y la destrucción de la humanidad, aunque eso implique que ella muera. Seiya se resiste a disparar, mientras los tres dioses malignos realizan su labor destructiva en el mundo. Sin embargo, un milagro sucede gracias a la suplica del Santo de Bronce a Dios en ese momento: los Santos de Oro que fueron derrotados por los ángeles infernales sobreviven y se levantan, y las once armaduras de oro restantes brillan y se elevan al cielo. Juntas proyectan la luz solar en el cenit y debilitan a Lucifer. Seiya se arma de valor y le dispara a Lucifer, quien es atravesado por la Flecha de Sagitario, al tiempo que Atenea esquiva el impacto. La estatua de Satanás, que también es impactada por la flecha, empieza a destruirse y Lucifer, junto con Eris, Poseidón y Abel, caen, mueren y regresan al Infierno.
Atenea es rescatada a tiempo y todos huyen del derrumbe del Pandemonium, que vuelve a las profundidades. El Armagedón ha terminado, mientras los Santos de Bronce junto con su diosa, contemplan el horizonte desde un promontorio: la humanidad finalmente ha sido salvada y el mundo vuelve a la paz para siempre.

## Personajes
- Seiya de Pegaso
- Shiryū de Dragón
- Hyōga de Cisne
- Shun de Andrómeda
- Ikki de Fénix
- Saori Kido/Atenea
- Poseidón
- Eris
- Febo Abel
- Mu de Aries
- Aldebarán de Tauro
- Aioria de Leo
- Shaka de Virgo
- Milo de Escorpión

### Personajes exclusivos de la película
Lucifer (ルシファー?): Conocido como el «Hijo de la Aurora», era un ángel de gran belleza y sabiduría, que luego de rebelarse contra Dios, cayó al Infierno junto a otros Ángeles caídos. Tras ser derrotado por dioses y seres de diversas religiones, como Atenea, juró vengarse hasta ser devuelto a la vida por los cosmos de Poseidón, Eris y Febo Abel, en la actualidad. Su verdadero objetivo es sacrificar a Atenea y entregarles el mundo a los tres dioses para así convertirse en el amo del universo, con la ayuda de sus «ángeles infernales». Sin embargo, luego de una ardua batalla, Seiya lo hiere con la Flecha de Sagitario para así encerrarlo junto con los demás dioses enfrentados anteriormente. Su seiyū es Masane Tsukayama y fue doblado en México por José Lavat.

#### Ángeles infernales
Los Ángeles infernales (聖魔天使 Seima Tenshi?):
Son los guerreros de Lucifer. En primer lugar atacan el Santuario de Atenea, derrotando a los cinco Santos de Oro que sobrevivieron a la batalla de las 12 casas. Se enfrentan a los Santos de Bronce cuando estos ingresan al 'Pandemonium', fortaleza de Lucifer, con el objetivo de salvar a Atenea.
Beelzebub de Serafín (熾天使（セラフ）のベルゼバブ Serafín no Beelzebub?), también llamado Dios Guerrero del Cielo (空の軍神 Sora no Gunjin?):
Es el más fuerte de los Ángeles del Infierno. Junto con Astaroth, atacaron a los Santos de Bronce cuando acudieron al Pandemonio, en busca de Atenea. Atacó por sorpresa a Shiryū cuando este derrotó a Astaroth. En la lucha final se enfrentó a Seiya, pero fue derrotado cuando Seiya vistió la armadura dorada de Sagitario. Su técnica es Garuda Hell Wing (ガルーダ・ヘルウイング Garūda Hell Wing?, Alas Infernales de Garuda). Su seiyū es Katsuji Mori y fue doblado en México por Adrián Fogarty.
Astaroth de Querubín (智天使（ケルビム）のアシタロテ Querubín no Ashtaroth?), también llamado Rey de las Serpientes Blancas Bicéfalas (双頭の白蛇王 Sōtō no Byakujaō?):
Junto con Beelzebub, atacaron a los Santos de Bronce cuando acudieron al Pandemonio, en busca de Atenea. Se enfrentó a Shiryū, pero éste dejó que lo atacara con sus 'Colmillos de Cobra asesina', para así asestarle un 'Dragón Naciente' a corta distancia, que acabó con su vida. Su técnica es Killer Fanged Cobra (キラーファングドコブラ Colmillos de Cobra Asesina?). Su seiyū es Keiichi Nanba, fue doblado en México por Salvador Delgado.
Eligor de Virtue (力天使（ヴァーテュー）のエリゴル Virtue no Eligor?), también llamado Mantis Dorada (黄金（ゴールド）の蟷螂 Gold no Tōrō?):
Es un extraño ser que emerge del interior de una de las columnas del Pandemonio. Se enfrentó a Shun, quien con sus cadenas trató de detenerlo pero sin matarlo. Grave error, pues Eligor estuvo a punto de vencerlo si no hubiera sido por la aparición del Santo del Fénix, quien venció a Eligor con su 'Puño de la Ilusión'. Su técnica es Seima Tōrō Ken (聖魔蟷螂拳?  Golpe de la Mantis Infernal). Su seiyū es Ken Yamaguchi, fue doblado en México por Roberto Mendiola.
Moa (posible referencia a Asmodeo) de Throne (座天使（スローン）のモア Throne no Moa?), también llamado El cazador de Almas Bellas (美しき魂の狩人 Utsukushiki Tamashii no Karyūdo?):
Posee el extraño poder de apropiarse del recuerdo más preciado de su enemigo, para que este no pueda atacarlo. Se enfrentó a Hyōga y usó el recuerdo de su madre. A pesar de amenazar a Hyōga con borrar ese recuerdo de su mente si lo derrotaba, Hyōga lo mató con su 'Rayo de Aurora'. Su técnica es Demon Fantasia (デモン・ファンタジア Fantasía Demoniaca?). Su seiyū es Toshio Furukawa, fue doblado en México por Gabriel Cobayassi.

## Censura
Al ser estrenada por primera vez la película en las pantallas de TV en Latinoamérica, se censuraron dos escenas: la primera, la derrota y muerte de los Santos de Oro a manos de los Ángeles de Lucifer; y la segunda censura involucra la escena de una biblia ardiendo en llamas cuando Hyoga explica quien es Lucifer.
| Predecesor: Saint Seiya: Shinku no shōnen densetsu | Saint Seiya: Saishū seisen no senshi tachi 1990 | Sucesor: Saint Seiya Tenkai-hen ~Overture~ |

- Datos: Q3819758